# Бованенково — Ухта-2
Бованенково — Ухта-2 — российский магистральный экспортный газопровод. Основной источник газа — Бованенковское газовое месторождение.
Президент Владимир Путин в режиме видеоконференции дал команду на запуск газопровода «Газпрома» 18 января 2017 года.
Строительство газопровода началось в 2012 году. Проектная протяжённость газопровода — 1 260 км, производительность — 57,5 млрд м³ газа в год. После ввода в эксплуатацию газопровода «Газпром» как заявляют его представители намерен изменить схему поставок газа на экспорт, сократив прокачку через Украину.